# Jarosław Charkiewicz
Jarosław Charkiewicz (ur. 22 sierpnia 1964 w Białymstoku) – polski publicysta, tłumacz, prawnik i rusycysta.

## Życiorys
Jest synem nauczycieli Sergiusza i Marii Charkiewiczów. Wychował się w Hajnówce. Sakramentu chrztu udzielił mu o. Leoncjusz Tofiluk.
Absolwent Wydziału Prawa oraz Zakładu Filologii Wschodniosłowiańskich filii Uniwersytetu Warszawskiego w Białymstoku. Przez dwa lata studiował na Wydziale Dziennikarstwa Uniwersytetu w Leningradzie. Po powrocie do Polski ukończył studia magisterskie z zakresu prawa i rusycystyki.
W latach 1990–1993 referent prawny w Kancelarii Prawosławnego Arcybiskupa Białostockiego i Gdańskiego. W 1993 r. odznaczony orderem Marii Magdaleny III stopnia za pracę dla dobra Cerkwi Prawosławnej w Polsce. Był przewodniczącym (do 1994 r.) i wieloletnim działaczem Bractwa Młodzieży Prawosławnej. Jest sekretarzem Wydawnictwa Warszawskiej Metropolii Prawosławnej, redaktorem „Wiadomości PAKP” i „Cerkiewnego Wiestnika”, a także współzałożycielem i stałym współpracownikiem serwisów internetowych Cerkiew.pl i Orthphoto.net.
W 2010 został laureatem XXI edycji Nagród im. Księcia Konstantego Ostrogskiego przyznawanych przez „Przegląd Prawosławny”.
W 2014 w Chrześcijańskiej Akademii Teologicznej w Warszawie obronił pracę doktorską „Kult świętych w Kościele prawosławnym”.
W 2016 był korespondentem prasowym PAKP ze Świętego i Wielkiego Soboru Kościoła Prawosławnego.
30 maja 2019 został przewodniczącym Rady Uczelni Chrześcijańskiej Akademii Teologicznej w Warszawie.

## Wybrana bibliografia
- Anioł na Ziemi: życie świętego Sergiusza z Radoneża („Orthdruk”, Białystok, 1998; ISBN 83-85368-36-1)
- Apostołowie: mały leksykon hagiograficzno-ikonograficzny (Warszawska Metropolia Prawosławna, Warszawa, 2009; ISBN 978-83-60311-21-9)
- Bractwo Młodzieży Prawosławnej w Polsce: statystyczno-historyczny zarys działalności organizacji w latach 1980-1994 (Bractwo Młodzieży Prawosławnej w Polsce, Białystok, 1995; ISBN 83-901758-1-9)
- Ikonografia świąt z liczby dwunastu (Warszawska Metropolia Prawosławna, Warszawa, 2007; ISBN 978-83-60311-09-7)
- Ikonografia świętych w prawosławiu (Warszawska Metropolia Prawosławna, Warszawa, 2012; ISBN 978-83-60311-46-2)
- Jezus Chrystus w ikonografii (Warszawska Metropolia Prawosławna, Warszawa, 2008; ISBN 978-83-60311-17-2)
- Kanonizacja świętych w prawosławiu (Warszawska Metropolia Prawosławna, Warszawa, 2014; ISBN 978-83-60311-82-0)
- Kult świętych w Kościele prawosławnym: teologia, historia, formy, typologia (Warszawska Metropolia Prawosławna, Warszawa, 2015; ISBN 978-83-60311-88-2)
- Męczennicy XX wieku: martyrologia prawosławia w Polsce w biografiach świętych (Warszawska Metropolia Prawosławna, Warszawa, 2008; ISBN 978-83-60311-11-0)
- Najświętsza Bogarodzico zbaw nas (Warszawska Metropolia Prawosławna, Warszawa, 2015; ISBN 978-83-60311-99-8)
- Prawosławny Ośrodek Miłosierdzia Diecezji Białostocko-Gdańskiej „Eleos” 1996–2006: (monografia) (Prawosławna Diecezja Białostocko-Gdańska: Prawosławny Ośrodek Miłosierdzia Diecezji Białostocko-Gdańskiej „Eleos”, Białystok, 2005; ISBN 83-922790-5-0)
- Relikwie świętych w prawosławiu (Warszawska Metropolia Prawosławna, Warszawa, 2010; ISBN 978-83-60311-35-6)
- Rozmowy o życiu i cerkwi / z metropolitą warszawskim i całej Polski Sawą rozmawia Jarosław Charkiewicz (Warszawska Metropolia Prawosławna, Warszawa, 2013; ISBN 978-83-60311-66-0)
- Święci Ziemi Białoruskiej („Bratczyk”, Hajnówka, 2006; ISBN 83-88325-76-0)
- Tobą raduje się całe stworzenie...: ikonografia Matki Bożej w Prawosławiu (Warszawska Metropolia Prawosławna, Warszawa, 2007; ISBN 978-83-60311-08-0)
- Tobą raduje się całe stworzenie...: ikony Bogarodzicy w Prawosławiu (Warszawska Metropolia Prawosławna, Warszawa, 2009; ISBN 978-83-60311-30-1)
- Uczelnia dialogu. Chrześcijańska Akademia Teologiczna w Warszawie, redakcja (Wydawnictwo Naukowe Chrześcijańskiej Akademii Teologicznej w Warszawie, Warszawa 2022) ISBN 978-83-60273-72-2
- Wielkie święta prawosławne: zarys historii i ikonografii (Warszawska Metropolia Prawosławna, Warszawa, 2013; ISBN 978-83-60311-69-1)
- Zarys hagiografii prawosławnej (Warszawska Metropolia Prawosławna, Warszawa, 2011; ISBN 978-83-60311-42-4)
- Albańscy święci (Warszawska Metropolia Prawosławna, Warszawa, 2024; ISBN 978-83-65136-88-6)